# Al·lots de Llevant
Els Al·lots de Llevant són una colla castellera de Manacor fundada l'any 1997. Vesteixen amb camisa de color verd fosc i els seus millors castells són el 2 de 7, el 4 de 8, el 3 de 7 aixecat per sota, el 5 de 7 i el 4 de 7 amb l'agulla.

## Història
L'any 1999 la colla va realitzar el seu primer castell de set, finalitzant l'any descarregant el 3 de 7 i el 4 de 7 a la plaça Weyler de Manacor. L'any següent va ser molt important per a la colla, en la mateixa plaça van carregar el seu primer castell de set i mig: el 4 de 7 amb agulla i van inaugurar el local de la colla. El 2003 van assolir el 3 de 7 aixecat per sota i un any més tard van carregar el 2 de 7, castell que descarregarien el 2008.
Va ser al XXVI Concurs de castells de Tarragona (1 d'octubre de 2016), on descarregaren el seu primer 4 de 8. Ja l'havien intentat l'1 de novembre de 2009, a la diada de Tots Sants de Vilafranca del Penedès, que quedà en carregat, fet important, ja que convertí els Al·lots de Llevant en la primera colla de fora del Principat en assolir un castell de vuit.
El 2 d'octubre de 2016, al XXVI Concurs de castells de Tarragona, van aconseguir la seva millor actuació fins al moment: 2 de 7, 4 de 8, 4 de 7 amb agulla.